# Jean-Baptiste de Boyer
Jean-Baptiste de Boyer, markis av Argens, född 24 juni 1704 i Aix-en-Provence, död 11 januari 1771 på ett slott nära Toulon, var en fransk upplysningsfilosof och författare.
I hemstaden Aix-en-Provence närvarade Markis d'Argens åren 1730-31, enligt vad han själv har berättat, vid rättegångsförhandlingarna mot jesuitfadern Jean-Baptiste Girard (1680-1733). Denne stod då anklagad för att ha förfört en biktdotter, Catherine Cadière. Det var en affär som upprörde allmänheten över hela Europa och som utgjorde den historiska bakgrunden till den anonymt utgivna romanen Thérèse philosophe (1748). Den ses som ett libertinskt verk och tillskrivs Jean-Baptiste de Boyer. 
Markis d'Argens vistades mellan 1744 och 1769 vid Fredrik II av Preussens hov som en av dennes förtrogne. I filosofiska skrifter och tendentiösa romaner förfäktade han upplysningsidéer. Hans brev och memoarer är av stort tidshistoriskt värde.
Asteroiden 8488 d'Argens är uppkallad efter honom.